# Crataegus calpodendron
Crataegus calpodendron — вид квіткових рослин із родини трояндових (Rosaceae).

## Біоморфологічна характеристика
Це кущ (до 5 метрів) або дерево (до 7 метрів) заввишки. Молоді гілочки золотисто-коричневі, притиснено-запушені, 1-річні від коричневих до сірувато-коричневих, 2-річні сіро-коричневі, старші ± блідо-сірі; колючки на гілочках відсутні або численні, загнуті (якщо довші), 1-річні блискучі, темно-коричневі, старші стають сірими, тонкі, 2.5–6 см. Листки: ніжки листків 25–30% від довжини пластини, тонко запушені, не залозисті; листові пластини ± ромбічні або ромбічно-вузько-яйцеподібні, іноді субкруглі, 3–12 см, тонкі, основа клиноподібна, часточок 0 або 5–8 з кожного боку, верхівки часток від субгострих до гострих, краї пилчасті за винятком проксимальної 1/4, абаксіальна поверхня стійко притиснута-запушена, особливо на жилках, адаксіальна дещо шершава молодою, потім гладка. Суцвіття 12–25-квіткові. Квітки 13–15(22) мм у діаметрі; гіпантій запушений, чашолистки вузько-трикутні; тичинок 20, пиляки зазвичай червоні, рожеві або фіолетові, іноді білі. Яблука від оранжево-червоних до червоних, від еліпсоїдних до іноді круглих, (5)7–9(10) мм у діаметрі, м'якуш м'який. 2n = 34, 51. Період цвітіння: травень і червень; період плодоношення: вересень і жовтень.

## Середовище проживання
Зростає у східній частині США і в Онтаріо, Канада.
Населяє відкриті ліси, чагарники, окрайці полів; на висотах 10–800 метрів.